# New Portland
New Portland és una població dels Estats Units a l'estat de Maine (EUA). Segons el cens del 2000 tenia 785 habitants.

## Demografia
Segons el cens del 2000, New Portland tenia 785 habitants, 329 habitatges, i 227 famílies. La densitat de població era de 7 habitants/km².
Dels 329 habitatges en un 29,5% hi vivien nens de menys de 18 anys, en un 58,4% hi vivien parelles casades, en un 7% dones solteres, i en un 30,7% no eren unitats familiars. En el 23,7% dels habitatges hi vivien persones soles el 10% de les quals corresponia a persones de 65 anys o més que vivien soles. El nombre mitjà de persones vivint en cada habitatge era de 2,39 i el nombre mitjà de persones que vivien en cada família era de 2,77.
Per edats la població es repartia de la següent manera: un 22,7% tenia menys de 18 anys, un 5,7% entre 18 i 24, un 26,8% entre 25 i 44, un 29,4% de 45 a 60 i un 15,4% 65 anys o més.
L'edat mediana era de 42 anys. Per cada 100 dones de 18 o més anys hi havia 96,4 homes.
La renda mediana per habitatge era de 30.521 $ i la renda mediana per família de 35.284 $. Els homes tenien una renda mediana de 26.354 $ mentre que les dones 17.014 $. La renda per capita de la població era de 14.596 $. Entorn del 8,3% de les famílies i l'11,6% de la població estaven per davall del llindar de pobresa.